# ژروم لبوک
ژروم لبوک (انگلیسی: Jérôme Lebouc؛ زادهٔ ۲۶ دسامبر ۱۹۷۹) بازیکن فوتبال اهل فرانسه است.
از باشگاه‌هایی که در آن بازی کرده‌است می‌توان به باشگاه فوتبال والنسین اشاره کرد.
وی همچنین در تیم ملی فوتبال Brittany بازی کرده‌است.